# Municipio de Santiago Tamazola
El municipio de Santiago Tamazola es uno de los 570 municipios en que se encuentra dividido el estado mexicano de Oaxaca y que se encuentra localizado en la zona noroccidental del mismo. Su cabecera es Santiago Tamazola.

## Geografía
El municipio tiene una extensión total de 201.803 kilómetros cuadrados y forma parte de la región Mixteca y del distrito de Silacayoapam, su territorio equivale al 0.21 % de la superficie de Oaxaca; sus coordenadas geográficas extremas son 17°38′ - 17°53′ de latitud norte y 98°7′ - 98°19′ de longitud oeste, su altitud va de los 1000 a los 2100 metros sobre el nivel del mar.
Sus límites corresponden al norte al municipio de San Juan Cieneguilla, al noreste al municipio de Santa Cruz Tacache de Mina y el municipio de San Nicolás Hidalgo; al este limita con el municipio de Guadalupe de Ramírez y el municipio de Silacayoápam, al sur con el municipio de Santiago Yucuyachi y al suroeste con el municipio de San Juan Bautista Tlachichilco; por último, sus límites al oeste corresponden al municipio de San Miguel Ahuehuetitlán y al municipio de San Juan Ihualtepec.

## Demografía
La población total del municipio de acuerdo con el Censo de Población y Vivienda realizado en 2010 por el Instituto Nacional de Estadística y Geografía, es de 4 207 habitantes, de los que 1 922 son hombres y 2 285 son mujeres.
La densidad de población asciende a un total de 20.85 personas por kilómetro cuadrado.

### Localidades
El municipio se encuentra formado por ocho localidades, las principales y su población de acuerdo al censo de 2010 son:
| Localidad                   | Población |
| Total Municipio             | 4 207     |
| Santiago Tamazola           | 2 001     |
| San Luis Morelia            | 787       |
| Santa Ana Rayón             | 546       |
| San José Zocoteaca de Bravo | 430       |
| San Bartolo Salinas         | 426       |

## Política

### Representación legislativa
Para la elección de diputados locales al Congreso de Oaxaca y de diputados federales a la Cámara de Diputados federal, el municipio de Santiago Tamazola se encuentra integrado en los siguientes distritos electorales:
Local:
- Distrito electoral local de 6 de Oaxaca con cabecera en Heroica Ciudad de Huajuapan de León.[4]

Federal:
- Distrito electoral federal 6 de Oaxaca con cabecera en Heroica Ciudad de Tlaxiaco.[5]

### Presidentes municipales
- (2019): Anayeli Angélica Huerta Atristían [6]